# MinutePhysics
Minute Physics er en YouTubekanal skabt af Henry Reich i 2011, med formål om at give viden om fysik i små korte videoer. Kanalen videoer bruger whiteboardanimation til at forklare fysikrelaterede emner på omkring et minut. I januar 2021 havde kanalen over 5 millioner abonnenter.
Videoer fra Minute Physics har været vist i PBS NewsHour, Huffington Post, NBC og Gizmodo. Minute Physics er også en kanal, der kan ses via YouTube EDU.